# Douglas A. Mowat
Douglas Ayah „Doug“ Mowat (arabisch دوجلاس إيه موات) ist ein Szenenbildner, der seit Beginn seiner Karriere Mitte der 1980er Jahre an rund 45 Film- und Fernsehproduktionen beteiligt war. Bei der Oscarverleihung 2011 wurde er für seine Arbeit bei Inception zusammen mit Guy Hendrix Dyas und Larry Dias für den Oscar in der Kategorie Bestes Szenenbild nominiert war. Mowat, Dyas und Dias wurden für diesen Film 2011 auch mit einem British Academy Film Award in der Kategorie Bestes Szenenbild ausgezeichnet. Er wurde zudem 1996 mit Andersonville zusammen mit Michael Z. Hanan und Edward L. Rubin für einen Emmy nominiert.

## Filmographie (Auswahl)
- 1986: Ragman (Trick or Treat)
- 1987: Nightforce – Schreckenskommando (Nightforce, Video/DVD)
- 1988: Hilfe, ich bin ein Außerirdischer – Ausgeflippte Zeiten auf der Erde (Doin' Time on Planet Earth)
- 1988: Track 29 – Ein gefährliches Spiel (Track 29)
- 1988: A Place at the Table (Fernsehfilm)
- 1988: Remote Control
- 1988: Man(n) hat's nicht leicht (You Can't Hurry Love)
- 1989: Brennender Hass (Heart of Dixie )
- 1990: Psycho IV – The Beginning (Fernsehfilm)
- 1990: Den Tod im Sucher (Somebody Has to Shoot the Picture, Fernsehfilm)
- 1990: Without You I’m Nothing
- 1991: Wehrlos (Defenseless)
- 1991: Auf der Sonnenseite des Lebens (Missing Pieces)
- 1992: Agoraphobia – Die Angst im Kopf (The Fear Inside, Fernsehfilm)
- 1993: Kaltblütig geopfert (Precious Victims, Fernsehfilm)
- 1993: Mein Freund, der Zombie (My Boyfriend′s Back)
- 1993: The Positively True Adventures of the Alleged Texas Cheerleader-Murdering Mom (Fernsehfilm)
- 1994: Hörigkeit – Gefährliche Liebe (Search for Grace, Fernsehfilm)
- 1995: Angriff der Schnullerbrigade (The Baby-Sitters Club)
- 1996: Andersonville (Fernsehfilm)
- 1997: Wallace (George Wallace)
- 1997: Ghosts (Kurzfilm)
- 1998: Eine zweite Chance (Hope Floats)
- 1999: The Sixth Sense
- 2000: Sex and the City (Fernsehserie)
- 2001: Soul Survivors
- 2001: Jay und Silent Bob schlagen zurück (Jay and Silent Bob Strike Back)
- 2001: Blow
- 2002: Signs – Zeichen (Signs)
- 2003: National Security
- 2004: Ocean’s 12 (Ocean’s Twelve)
- 2005: Verflucht (Cursed)
- 2005: Constantine
- 2006: The Fast and the Furious: Tokyo Drift
- 2006: Alpha Dog – Tödliche Freundschaften (Alpha Dog)
- 2007: American Gangster
- 2008: Vorbilder?! (Role Models)
- 2009: Fast & Furious – Neues Modell. Originalteile. (Fast & Furious)
- 2010: Inception
- 2011: Brautalarm (Bridesmaids)
- 2012: Jack Reacher
- 2012: Zeit zu leben (People Like Us)
- 2013: Genug gesagt (Enough Said)
- 2013: House of Cards (Fernsehserie)
- 2013: Cinnamon Girl: California Dreamin' (Fernsehfilm)
- 2014: Gone Girl – Das perfekte Opfer (Gone Girl)